# فيراج نيميث
فيراج نيميث (بالمجرية: Németh Virág)‏ مواليد 19 يونيو 1985 في المجر، هي لاعبة كرة مضرب مجرية سابقة بدأت مسيرتها كمحترفة سنة 2001 وكانت تلعب باليد اليمنى، اعتزلت اللعب في 2010. أعلى تصنيف لها في الفردي كان المركز الـ 130 في سنة 2004. أعلى تصنيف لها في الزوجي كان المركز الـ 177 في سنة 2005.

## النهائيات

### الزوجي: 1 (0–1)
| الحصيلة | الرقم | التاريخ      | الدورة                        | الأرضية | الشريك      | المنافس                 | النتيجة |
| ------- | ----- | ------------ | ----------------------------- | ------- | ----------- | ----------------------- | ------- |
| الوصافة | 1.    | 8 يوليو 2004 | جائزة بودابيست الكبيرة، المجر | ترابية  | أجنيس سافاي | بترا ماندولا بربارا شيت | 3-6 2-6 |

## روابط خارجية
- فيراج نيميث على موقع رابطة محترفات التنس (الإنجليزية)
- فيراج نيميث على موقع الاتحاد الدولي لكرة المضرب (الإنجليزية)
- فيراج نيميث على موقع خلاصة التنس.كوم (الإنجليزية)